# Bregoč
Bregoč (srbochorvatsky Брегоч, 2014 m n. m.) je hora v pohoří Zelengora v jihovýchodní části Bosny a Hercegoviny. Nachází se na území opštiny Foča v Republice srbské. Leží 4,5 km severně od osady Šipovica a 23,5 km jihozápadně od města Foča. Bregoč je nejvyšší horou celého pohoří.